# Tabula dealbata
La Tabula dealbata era literalment una taula redactada pel pontifex Maximus durant el període que aquest càrrec tenia el control del dret romà. Estava exhibit al vestíbul de casa seva al final de cada any -d'aquí el nom d'Annals, que indica el nombre d'anys acompanyat dels seus fets- i s'hi trobava els noms dels jutges elegits (dits epònims) que romanien en el càrrec durant un any, però podien ser tornats a ser anomenats. També es redactava tots els esdeveniments de l'últim any, i per això, va tenir gran importància històrica. Tanmateix, cal recordar que la narrativa de molts esdeveniments no garantia la veracitat històrica. Tots els fets es descriuen des d'un punt de vista aristocràtic. Publi Mucia Escevola (pontifex Maximus) de l'any 130 aC els va reorganitzar i els va recollir en 80 llibres, conegut com a Annales maximi.